# Jude Wanniski
Jude Wanniski (ur. 17 czerwca 1936, zm. 29 sierpnia 2005) – amerykański dziennikarz i komentator, związany ze środowiskami konserwatywnymi. Najbardziej znany jest ze swoich cykli komentarzy gospodarczych, które pisał jako redaktor Wall Street Journal w latach 1972–1978.
W swojej publicystyce Wanniski ukuł termin „ekonomia podaży”, który przyjął się jako nazwa szkoły ekonomicznej. Swoje poglądy gospodarcze dziennikarz zawarł w książce Tak działa świat, gdzie postulował powrót do klasycznych teorii ekonomii. Poglądy Wanniskiego miały znaczący wpływ na administrację prezydenta Reagana w latach 80.
W 1997 roku Jude Wanniski założył wirtualne centrum edukacyjne o nazwie „Uniwersytet Ekonomii Podaży”. Prowadził również organizację, zajmującą się komentowaniem wydarzeń politycznych, a także był przewodniczącym organizacji Polyconomics, zajmującej się doradztwem inwestycyjnym w oparciu o zasady ekonomii podaży.
Kontrowersje wokół Wanniskiego wzbudziły jego ostre wystąpienia na początku 2003 roku przeciwko inwazji USA na Irak. W październiku 2004 oficjalnie opowiedział się za kandydatem demokratów na prezydenta Johnem Kerrym, pomimo tego, że w 2000 roku jednoznacznie poparł George’a W. Busha. W swoich wystąpieniach przeciwko polityce Busha Wanniski miał powiedzieć, że „Pan Bush stał się imperialistą – takim, którego decyzje, jako głównodowodzącego uczyniły świat bardziej niebezpiecznym.”.